# Crist amb la Creu (Luis de Morales)
Crist amb la Creu és una obra de Luis de Morales realitzada entre 1560 i 1565 amb pintura a l'oli sobre fusta de castanyer, propietat de la Reial Acadèmia Catalana de Belles Arts de Sant Jordi i actualment en exposició al Museu Nacional d'Art de Catalunya. L'obra s'havia conservat durant dècades a les reserves del Museu Nacional, però amb motiu d'una exposició coproduïda pel Museu del Prado, el Museu de Belles Arts de Bilbao i el propi MNAC, va ser restaurada i estudiada per a l'ocasió. Actualment es pot veure a les sales de l'exposició permanent d'art del Renaixement i el barroc, junt a una altra obra de Luis de Morales de la col·lecció del museu, Ecce homo.